# فرانچسکو کوراپی
فرانچسکو کوراپی (انگلیسی: Francesco Corapi؛ زادهٔ ۲۲ دسامبر ۱۹۸۵) بازیکن فوتبال اهل ایتالیا است.
از باشگاه‌هایی که در آن بازی کرده‌است می‌توان به باشگاه فوتبال بنونتو و باشگاه فوتبال پارما اشاره کرد.